# كأس إيطاليا 1988–89
كأس إيطاليا 1988–89 (بالإيطالية: Coppa Italia 1988-1989)‏ هو الموسم 42 من كأس إيطاليا. أقيم خلال الفترة 21 أغسطس 1988 وحتى 28 يونيو 1989، وأشرف على تنظيمه اتحاد إيطاليا لكرة القدم، وكان عدد الأندية المشاركة فيه 48، وفاز فيه نادي سامبدوريا.